# 张忠俭
张忠俭（1938年9月23日—2022年2月4日），男，湖北黄陂人，中华人民共和国政治人物，曾任中共孝感地委副书记、行署专员，中共孝感市委书记，湖北省人大常委会副主任。